# Breganze
Breganze is een gemeente in de Italiaanse provincie Vicenza (regio Veneto) en telt 8315 inwoners (31-12-2004). De oppervlakte bedraagt 21,8 km², de bevolkingsdichtheid is 381 inwoners per km².
De volgende frazioni maken deel uit van de gemeente: Maragnole, Mirabella.

## Demografie
Breganze telt ongeveer 2881 huishoudens. Het aantal inwoners steeg in de periode 1991-2001 met 6,3% volgens cijfers uit de tienjaarlijkse volkstellingen van ISTAT.
| Jaar | Inwoneraantal |
| ---- | ------------- |
| 1991 | 7407          |
| 2001 | 7870          |

## Geografie
Breganze grenst aan de volgende gemeenten: Fara Vicentino, Mason Vicentino, Montecchio Precalcino, Sandrigo, Sarcedo, Schiavon.

## Externe link

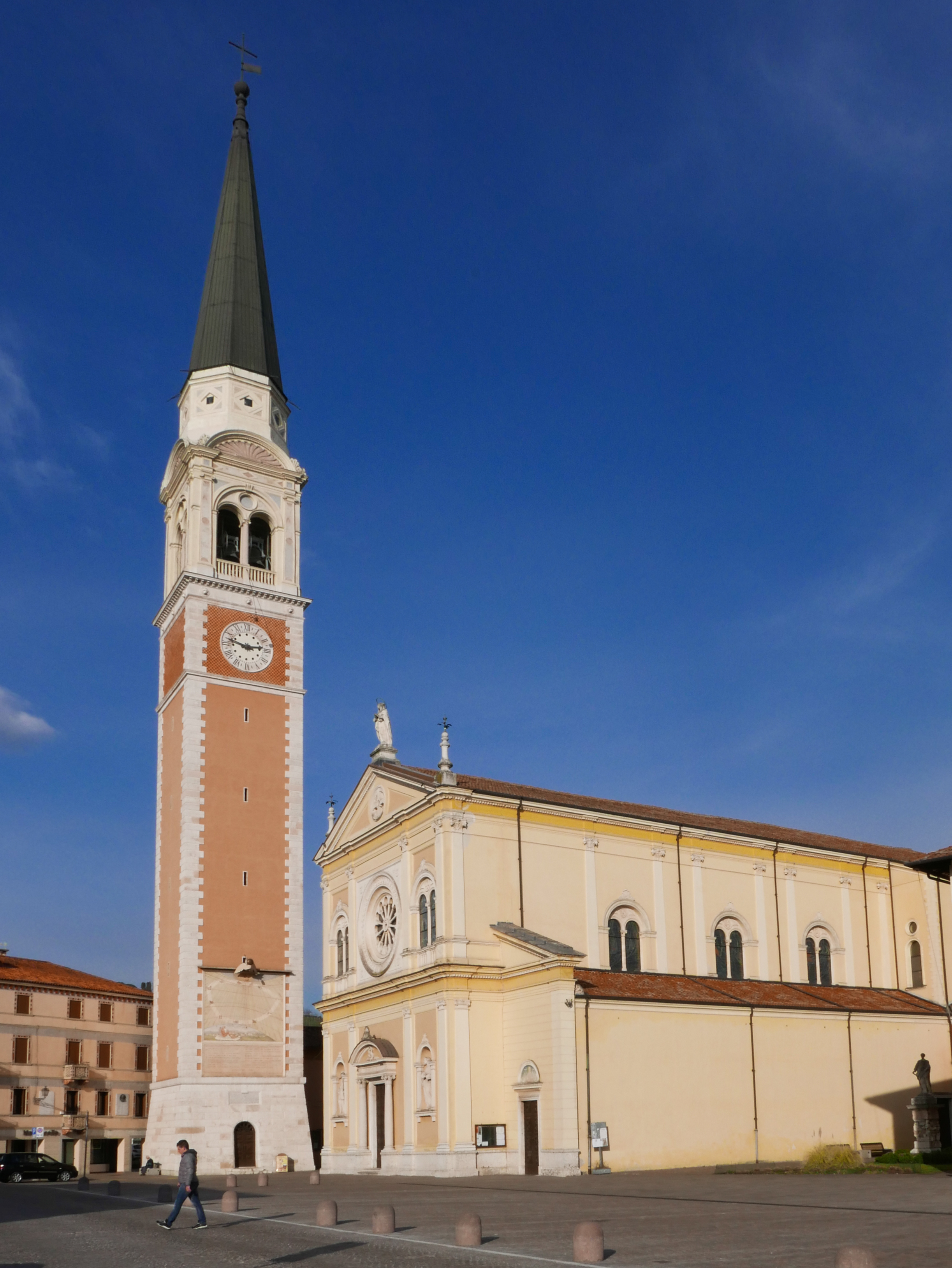
Kerk